# Cuniberto (vescovo di Torino)
Cuniberto di Torino (... – Torino, 1080) è stato un vescovo italiano.

## Biografia
Cuniberto fu eletto vescovo di Torino nel 1046 e in quello stesso anno, partecipò ad un concilio tenutosi a Pavia, dedicandosi a grandi donazioni a favore del monastero torinese di San Salvatore a partire dal 1047.
Nel mese di aprile del 1059 lo ritroviamo a Roma ove si era recato per partecipare al Concilio Lateranense voluto da papa Niccolò II, tornando in seguito a Torino. Da qui, ripartì dopo poco alla volta di Milano ove erano confluiti dopo il concilio due legati pontifici di grande importanza: san Pier Damiani e Anselmo, vescovo di Lucca. Questi due prelati avevano il compito di combattere proprio in Lombardia il rischio dell'espansione della simonia pesantemente praticata dall'arcivescovo della sede milanese, Guidone.
La condanna di questi due personaggi, ad ogni modo, colpì in maniera più lieve anche Cuniberto che era stato accusato di essere stato troppo permissivo nella propria diocesi con i simoniaci piemontesi e addirittura di aver intrapreso rapporti di collaborazione con Guidone.
A livello locale, si sa che fu tra i grandi oppositori dell'abbazia di San Michele della Chiusa, retta a quell'epoca dall'abate Benedetto II, ritenendo che quella abbazia fosse stata fondata con beni di proprietà della diocesi di Torino e che come tale dovesse tornare nelle mani della diretta amministrazione del vescovo.
Il 3 novembre 1078, papa Gregorio VII affidò a Cuniberto, a Guglielmo, vescovo di Asti e al vescovo d'Alba, l'incarico di far desistere Bonifacio del Vasto dalle nozze con la cognata, intento non andato a buon fine.
Nonostante tutto questo, il suo episcopato fu lungo e morì a Torino nel 1080.